# Nebeski disk iz Nebre
Nebeski disk iz Nebre brončani je disk promjera oko 32 cm te težine oko 2,2 kilograma. Pronađen je u Njemačkoj kod mjesta Nebra 1999., te se smatra da je star oko 3 600 godina. Sama ploča prekrivena je patinom plavo zelene boje te se na njoj nalaze zlatni umetci, za koje se smatra da predstavljaju sunce, mjesec i zvijezde, uključujući i zviježđe koje se identificira kao Plejade. Danas se smatra da disk predstavlja složen astronomski sat, te da se radi o najstarijem poznatom prikazu svemira. U početku se sumnjalo u autentičnost diska, odnosno bilo je i onih koji su držali da se radi o krivotvorini. Radi se o najvrijednijem nalazu koji je dosada pronađen uz pomoć detektora metala, te u svakom slučaju o jednom od najvrjednijih arheoloških nalaza 20. stoljeća.

## Otkriće
Disk su 1999. pronašla dvojica tragača za blagom pomoću detektora metala. Ovdje treba naglasiti da se ovo u Njemačkoj smatra nelegalnimn i protuzakonitim, odnosno pljačkom grobova. Osim diska pronađeno je i više brončanih predmeta - 2 mača, 2 sjekire, dlijeto i fragmenti spiralne narukvice. Odmah su cijeli nalaz prodali za oko 31 000 DEM, te je disk potom prelazio iz ruke u ruku dok ga 2002. u Baselu kod pokušaja preprodaje za 700 000 DEM nije zaplijenila policija i predala ga arheolozima.

## Datacija
Tipološki se sjekire i mačevi pronađenog tipa mogu datirati u sredinu drugog tisućljeća prije Krista. C-14 datiranje komadića brezove kore s jednog od brončanih mačeva upućivalo je na razdoblje između 1600. i 1560. godine prije Krista.

## Porijeko korištenog metala
Po analizama elemenata u tragovima xrf metodom koju je proveo E. Pernicka, tada na Univerzitetu u Freibergu, korišteni bakar potječe iz Bischofshofena u Austriji, dok se za zlato smatralo da potječe s Karpata. Novija je analiza pokazala da potječe iz rijeke Carnon u Cornwallu, Ujedinjeno Kraljevstvo. Kositar korišten za izradu bronce porijeklom je također iz Cornwalla.

## Povijest
Smatra se da je današnje stanje diska rezultat 4 razvojne faze (Meller 2004):
1. u početku disk je imao 32 mala zlatna kružića, te još veliku zlatnu kružnu pločicu i veliku srpastu pločicu.
2. Kasnije su na suprotne rubove diska dodana 2 zlatna luka, izrađena od zlata drugog porijekla. Da bi se ovo izvelo jedna zvijezda morala je biti pomaknuta a 2 su prekrivene, tako da se sada vidjelo 30 zvijezda.
3. Na kraju je dodan još jedan luk( sunčeva barka), opet od zlata drugačijeg porijekla
4. U vrijeme ukopa dodano je još 39 ili 40 rupa uz rub (svaka oko 3 mm promjera)

- 1) Puni mjesec lijevo, desno mladi mjesec,između i iznad Plejade
- 2) Dodani lukovi za zalazak i izlazak sunca.Zvijezde pomaknute ili pokrivene
- 3) Dodana sunčeva barka
- 4) Dijagram diska u današnjem stanjuo(1 zvijezda te dio sunca ili punog mjeseca nadodani)

## Značaj
Disk je najvjerojatnije astronomski instrument te ujedno i religiozni predmet. Plavo zelena patina vjerojatno je dodana namjerno, te je ovo jedan od najranijih sačuvanih kemijski obojenih metalnih predmeta.
Ako je ploča definitivno autentična ovo je važan spomenik razvijenosti astronomskih znanja u Brončano doba. Ujedno je to za razliku od velikih struktura poput Stonehengea ili kruga iz Gosecka prvi sačuvani prijenosni astronomski instrument. Neki autori pak ne vide dokaze za rečeno, primjerice E.Pasztor.
E. MacKie smatra da se disk može povezati sa solarnim kalendarom kakav je rekonstruirao Alexander Thom, temeljem proučavanja kamenih struktura u Britaniji
- Ljetni solsticij: Podešavanje diska na Mittelberg. Zalazak sunca.
- Početak proljeća i jeseni: Zalazak sunca u vrijeme ekvinocija . Sunce je na 41° južnije – orijentacija diska je nepromijenjena.
- Zimski solsticij: Zalazak sunca je na najsjevernijoj točki i nalazi se na 82° – orijentacija diska je nepromijenjena.

## Autentičnost
P. Schauer s Univerziteta u Regensburgu je 2005. tvrdio da je disk krivotvorina te da se patina kakva je na njemu može lako stvoriti pomoću mokraće, solne kiseline i plamenika. No na sudu je izjavio da disk nikada nije imao u rukama, za razliku od 18 znanstvenika koji su pregledali disk.
Richard Harrison, profesor Europske prapovijesti na University of Bristol i ekspert za ovo područje, je pak dozvolio da njegova prva reakcija bude zabilježena u BBC dokumentarcu:
"Kad sam prvi puta čuo za nebeski disk iz Nebre pomislio sam da se radi o šali, dakako da sam smatrao da se radi o krivotvorini. Kako se radi o tako neuobičajenom predmetu ne bi bilo nikakovo iznenađenje da je lukavi krivotvoritelj to zakuhao u nekom sobičku, pa prodao za masne novce."
Iako Harrison u vrijeme intervjua nije vidio disk njegov je skepticizam sasvim logičan, no danas je disk široko prihvaćen kao autentičan predmet datiran u doba oko 1600 prije Krista, i to temeljem tipološke klasifikacije ostalih nalaza nađenih uz njega.
Kako se radi o nalazu koji nije nađen pri arheološkom iskapanju, njegova je autentičnost dokazana mikrofotografijama kristala unutar korozionog sloja, što se pak ne može nikako postići krivotvorenjem.
Dr. Harald Meller, je za vrijeme predavanja u Society of Antiquaries of Scotland u Travnju 2008., predstavio listu činjenica koje upućuju na autentičnost diska. Najvažnija je da je kasnijim iskapanjem na istom mjestu nađen listić zlata koji se točno uklapa u nedostajući dio na simbolu sunca na disku.

## Konzervacija restauracija diska
Disk je kod nestručnog iskapanja djelomično oštećen (pljačkaši su kopali pomoću prilagođene vatrogasne sjekire!). Odvojila se jedna zvijezda te dio punog mjeseca. Zbog dugog ležanja u zemlji cijeli je disk jako korodiran. Zlatni je lim bio pokriven korozionim produktima koji se nisu mogli ukloniti bez opasnosti po sam objekt.
Zlatne su aplikacije izgrebane kod pokušaja čišćenja od strane nalaznika (pokušali su disk čistiti namakanjem u sapunici, te finom čeličnom vunom!).
Prvi je korak restauriranja u Landesmuseum für Vorgeschichte u Halleu bilo uklanjanje ostatka zemlje, korištena je mješavina etilenglikola, vode i etil alkohola, te tvrdi najlonski kist. Ostaci zemlje sačuvani su za naknadne analize.
Nakon toga su ostaci korozije (malahit, vrlo tvrd sloj, nije dolazilo u obzir uobičajeno mehaničko uklanjanje!) istaloženi na zlatu kemijskim putem otopljeni (Archaeoplex pastom - sastav 5% Edta, 70% dest. voda, 15% Aerosil (kao uguščivač), 15% etil Alkohol i 5% mravlje kiseline, pasta je prvo testirana na probnim plohama sa simuliranom korozijom sličnom onoj na zlatu diska!). Ostaci korištene paste su zatim uklonjeni tamponima vate. Ostaci korozije na bronci nisu uklanjani. Kod iskapanja oštećena zvijezda je ponovo montirana te je nedostajući dio zlata na punom mjesecu nadopunjen zlatom približno istog sastava. Za ovo je korišteno specijalno ljepilo na osnovi silikonske gume.

## Izložbe
Disk je bio ključni predmet izložbe Der geschmiedete Himmel, na kojoj je prikazano 1600 predmeta iz brončanog doba, uključujući i Sunčeva kola iz Trundholma, održane u Halleu od 15. listopada 2004. do 22. svibnja 2005., te dodatno od 1. srpnja do 22. listopada 2005. u Copenhagenu, zatim od 9. studenog 2005. do 5. veljače 2006. u Beču, od 10. ožujka do 16. srpnja u 2006. Mannheimu i od 29. rujna 2006. do 25. veljače 2007. u Baselu.
Na dan 20. srpnja 2007. otvoren je multimedijski centar za posjetioce, blizu Nebre.
Disk je dio stalne izložbe u Pokrajinskom muzeju prapovijesti u Halleu.

## Vanjske poveznice
- Official Landesmuseum website  Arhivirana inačica izvorne stranice od 12. travnja 2014. (Wayback Machine)
- Study: Bronze disk is astronomical clock, United Press International, 2 March 2006.
- Calendar question over star disc, BBC News, 25 June 2007.
- Wolfhard Schlosser, Die Himmelsscheibe von Nebra - ein früher Blick des Menschen ins Universum  Arhivirana inačica izvorne stranice od 20. rujna 2016. (Wayback Machine) (astronomie.de) (njem.)
- Norbert Gasch, Eine vollständig astronomische Interpretation  Arhivirana inačica izvorne stranice od 16. srpnja 2016. (Wayback Machine), 17 May 2005 (astronomie.de) (njem.)